# Pourquoi?
Pourquoi? es una película del año 2005.

## Sinopsis
Una joven francesa de 28 años cuenta a través de una carta a su mejor amiga, nacida en Senegal, las circunstancias de cuando fue violada a la edad de 18 años.

## Premios
- Festival Plein Sud 2006 Cozes, Francia
- FESPACO 2005
- Festival de Locarno 2005